# Maharashtra
Maharashtra és un estat al centre oest de la República de l'Índia. La seva capital és Mumbai (abans Bombai), el centre econòmic de l'Índia. La població de Maharashtra és de 96.752.247 habitants (segons els resultats provisionals del cens de 2001), la qual cosa en fa el segon estat més populós de l'Índia. Només onze països del món tenen una població major que Maharashtra. L'estat va ser creat l'1 de maig de 1960 per a satisfer les demandes del grup lingüístic Marathi, que forma el grup ètnic majoritari de l'estat. L'antic estat de Bombai (que el 1956 havia estat engrandit per a incloure-hi porcions de Marathi, Hyderabad, Madhya Pradesh i Gujarat) va ser partit en els dos estats de Maharashtra i Gujarat seguint criteris lingüístics.

## El nom
El nom de Maharashtra es va popularitzar al segle xix. Inicialment se suposava que derivava de Mahar Rashtra, País dels Mahars (els mahars són una casta degradada del Dècan)però en realitat derivaria de Maha Ratha o Gran Ratta (Ratha); els rattes o rathes foren una dinastia que va governar el sud del país maratha i una branca, els rashtrakutes, van governar el Dècan entre els segles vi i x. Una inscripció del segle II ja utilitza els termes Maharatha i Mahabhoja el que suggereix que Maha era un prefix honorífic. El peregrí budista xinès Hiuen Tsiang (vers 640) parla del país amb el nom de Mo-ho-lo-cha (equivalent a Ma-ha-ra-tha) i l'esmenta com un dels nou regnes de l'Índia del sud. Segons el seu relat i per la descripció que dona de la capital, aquesta seria o Paithan (Ptolemeu l'esmenta com Baithana i al Pweriplus com Plithana, o correctament Phaitana) o Pratishthana, al Godavari, o potser a Kalyani a la riba del Kailas (Kalyan és esmentada per Cosmes Indicòpleustes o Kosmas Indikopleustes al segle vi, com a seu d'un bisbat cristià amb el nom de Kalliana; al Periplus figura com Kalliena); el seu límit oriental era probablement a les muntanyes d'Ajanta o Ajayanti.
Al segle xix va començar a designar al país dels marathes.